# Alta IF
Alta IF is een Noorse sportclub uit Alta in de fylke Finnmark, een provincie in het uiterste noorden van Noorwegen. De club is opgericht in 1927 en speelt haar wedstrijden niet buiten, maar in een sporthal onder de naam Finnmarkshallen. De club speelt in de 2. divisjon, de derde klasse in het Noorse voetbal. Alta beschikt over een supportersvereniging met de naam Steinberget. 

## Geschiedenis
De vereniging werd in 1927 opgericht als Elvebakken IL. Vier jaar later werd de naam Alta Idrettslag en in 1946 werd de huidige naam aangenomen. De club uit het barre, uiterste noorden van Noorwegen is het meest bekend voor zijn voetbalafdeling en is de club het paradepaardje voor de gehele provincie Finnmark, waarvan de inwoners vooral Lappen zijn. Alta IF wordt daarom ook wel de trots van Finnmark genoemd.
De ploeg behaalde in 1993 onder trainer Isak Ole Hætta voor het eerst in de geschiedenis de 1. divisjon, de tweede klasse. Na twee seizoenen was het avontuur alweer voorbij voor Alta. 
In 2004 promoveert de ploeg opnieuw naar het profvoetbal (1. divisjon), maar 2005 werd een akelig jaar voor Alta. Ondanks overwinningen tegen Sogndal (3-0) en FK Mandalskameratene, eindigde de ploeg op de laatste plaats. In 2007 wist de club opnieuw te promoveren, middels het kampioenschap in de 2. divisjon. Alta verbleef vijf jaar op het tweede niveau: in 2012 eindigde de club op een troosteloze zestiende plaats en moest het de 1. divisjon vaarwel zeggen.
Toch bleef Alta niet onopgemerkt in voetballend Noorwegen. Het jaar erop promoveerde de trots van Finnmark terug naar de tweede klasse, na een spannend competitieslot met Raufoss IL. Opnieuw hield Alta het maar een jaartje vol: na een goede competitiestart van het seizoen 2014 werd de laatste competitiedag beslissend voor de Noord-Noorse ploeg. Het speelde uit tegen naaste concurrent Hønefoss BK om niet te degraderen. Hønefoss won echter met 1-0 en daarmee degradeerde Alta opnieuw naar de 2. divisjon.
Het seizoen 2017 verliep heel lang goed voor de geel-blauwe ploeg. In de laatste drie speelrondes verspeelde het echter een play-offticket voor promotie naar de 1. divisjon en blijft het in de derde klasse spelen. Ook in 2020 werd in de laatste wedstrijden een plaats in de eindronde verspeeld.

## Finnmarkshallen
De ploeg uit Finnmark kreeg van de Noorse voetbalbond echter geen toestemming meer om op het Alta Idrettspark te blijven spelen. Daarom werd in 1996 de bouw van de Finnmarkshallen voltooid, die sindsdien dienen voor de thuiswedstrijden van de club. Alta IF is op dit vlak uniek, want geen andere ploeg op de drie hoogste niveaus in Noorwegen speelt zijn thuiswedstrijden in een overdekte sporthal. 
Niet alleen vanwege het spelen in een sporthal staat Alta IF in Noorwegen te boek als een club waartegen niet al te graag gevoetbald wordt. Ook de verre uitwedstrijden naar het barre noorden van Noorwegen kosten de clubs uit de competitie veel geld, want de meeste clubs gaan per vliegtuig naar Alta. De lange reistijd en de omstandigheden ter plekke zijn voor spelers en staf van de uitspelende club moeizaam en tijdrovend. 
De Finnmarkshallen bieden plaats aan 1200 toeschouwers, ondanks dat die bijna nooit gehaald worden. Het toeschouwerrecord van de club werd behaald in de bekerwedstrijd in 1995, toen recordkampioen Rosenborg BK op bezoek kwam in Alta. Ondanks dat Alta binnen een paar minuten al met 2-0 voorstond, eindigde het duel in een 2-6 nederlaag. 
De eisen van de Noorse voetbalbond zijn in de loop der jaren strenger geworden en Alta krijgt voor wedstrijden op het tweede niveau dispensatie van de voetbalbond. Daarom zijn er sinds een paar jaar plannen bekend om een nieuw stadion te realiseren voor de club onder de projectnaam "Alta Arena". De bouwstart zou op z'n vroegst beginnen in de loop van 2015, maar het project liep enigszins vast. Er werd besloten de Finnmarkshallen in de loop der jaren uit te breiden. Begin 2015 werd bekend dat de EU echter de uitbreiding van de Finnmarkshallen enigszins tegenhoudt, waardoor deze vertraging oploopt. In 2017 werd de aanbouw voltooid, maar de toeschouwerscapaciteit werd niet verhoogd. 

## Eindklasseringen
| Seizoen | №  | Clubs | Divisie     | Duels | Winst | Gelijk | Verlies | Doelsaldo | Punten | Tsch |
| ------- | -- | ----- | ----------- | ----- | ----- | ------ | ------- | --------- | ------ | ---- |
| 2001    | 5  | 14    | 2. divisjon | 26    | 13    | 1      | 12      | 60–57     | 40     | ??   |
| 2002    | 1  | 14    | 2. divisjon | 26    | 18    | 2      | 6       | 79–38     | 56     | ??   |
| 2003    | 16 | 16    | 1. divisjon | 30    | 3     | 4      | 23      | 31–76     | 13     | ??   |
| 2004    | 1  | 14    | 2. divisjon | 26    | 21    | 0      | 5       | 95–21     | 63     | ??   |
| 2005    | 16 | 16    | 1. divisjon | 30    | 5     | 5      | 20      | 28–62     | 20     | ??   |
| 2006    | 2  | 14    | 2. divisjon | 26    | 16    | 6      | 4       | 75–36     | 54     | ??   |
| 2007    | 1  | 14    | 2. divisjon | 26    | 16    | 4      | 6       | 71–37     | 52     | ??   |
| 2008    | 14 | 16    | 1. divisjon | 30    | 8     | 2      | 20      | 49–66     | 26     | ??   |
| 2009    | 6  | 16    | 1. divisjon | 30    | 12    | 6      | 12      | 50–49     | 42     | ??   |
| 2010    | 8  | 16    | 1. divisjon | 30    | 10    | 6      | 12      | 41–51     | 36     | ??   |
| 2011    | 11 | 16    | 1. divisjon | 30    | 10    | 9      | 11      | 45–51     | 39     | ??   |
| 2012    | 16 | 16    | 1. divisjon | 30    | 4     | 10     | 16      | 30–61     | 21     | ??   |
| 2013    | 1  | 14    | 2. divisjon | 26    | 18    | 3      | 5       | 71–35     | 57     | ??   |
| 2014    | 13 | 16    | 1. divisjon | 30    | 9     | 7      | 14      | 33–51     | 34     | ??   |
| 2015    | 6  | 14    | 2. divisjon | 26    | 12    | 6      | 8       | 65–43     | 42     | ??   |
| 2016    | 7  | 14    | 2. divisjon | 26    | 12    | 4      | 10      | 58–44     | 40     | ??   |
| 2017    | 4  | 14    | 2. divisjon | 26    | 13    | 7      | 6       | 42–24     | 46     | ??   |
| 2018    | 5  | 14    | 2. divisjon | 26    | 14    | 3      | 9       | 39–28     | 45     | ??   |
| 2019    | 6  | 14    | 2. divisjon | 26    | 12    | 5      | 9       | 44–41     | 41     | ??   |
| 2020    | 4  | 14    | 2. divisjon | 17    | 9     | 2      | 6       | 33–26     | 29     | ??   |
| 2021    | 6  | 14    | 2. divisjon | 26    | 12    | 5      | 9       | 49-47     | 41     | ??   |
| 2022    | 7  | 14    | 2. Divisjon | 26    | 10    | 6      | 10      | 38-45     | 36     | ??   |
| 2023    | 6  | 14    | 2. Divisjon | 26    | 12    | 3      | 11      | 51-53     | 39     | ??   |

## Bekende (oud-)spelers
Tore Reginiussen (2003-2005)

 Christian Reginiussen (2007-2013, 2014-)

 Vegard Braaten (2007-2009, 2011, 2014-2015)

 Thomas Braaten (2009-2011)

 Mate Dujilo (2012-2013)